# پل‌های شعله‌ور
پُل‌های شعله‌ور (به انگلیسی: Burning Bridges) نام آهنگی از گروه موسیقی پراگرسیو راک پینک فلوید است که در آلبوم ۱۹۷۲ آنها با نام تیره و تار در پشت ابر قرار دارد. این آهنگ بر اساس یک ملودی اُرگانیک توسط ریچارد رایت نوشته شده‌است که توسط خود رایت و دیوید گیلمور خوانده می‌شود، شعر آهنگ را نوازندهٔ گیتار بیس گروه راجر واترز سروده‌است.

## اشخاص
- دیوید گیلمور - گیتار، خواننده
- ریچارد رایت - اُرگ، خواننده
- راجر واترز - گیتار بیس
- نیک میسن - پرکاشن